# Die Spider Murphy Gang
Die Spider Murphy Gang ist ein deutscher Spielfilm aus dem Jahre 1983 rund um die gleichnamige Münchner Pop-/Rockband. Produziert wurde der Film von Michael Verhoeven.

## Handlung
Die Spider Murphy Gang, das sind die vier Bayern Günther Sigl, Michael Busse, Franz Trojan und Barney Murphy, die als Bandmusiker durchstarten wollen. Sie haben keine Lust mehr, in Clubs, in denen hauptsächlich Amerikaner verkehren, irgendwelche x-beliebigen US-Poptitel zu covern. Vielmehr wollen sie ihre eigene Musik machen: bayerische Mundarttexte in Popgewand, eine Art bajuwarischen Rock ’n’ Roll, den man aber auch nördlich des Weißwurstäquators zu goutieren versteht. Doch mit ihrer originellen Idee beißen die vier rasch auf Granit, keiner glaubt daran, dass man mit „Bavarian Rock“, zumal in dialekteingefärbtem Deutsch, irgendeinen Raum füllen kann. Bald geht den Musikern das Geld aus, zumal Günther, der einzige unter ihnen, der bislang in Lohn und Brot stand, seinen Job als Bankkaufmann hingeschmissen hat. Um das Unglück perfekt zu machen, geht auch noch seine Freundin stiften.
Jetzt heißt es für die ebenso leidenschaftlichen wie begeisterungsfähigen Musiker: Alles auf eine Karte setzen. In einer heruntergekommenen Pinte in München-Haidhausen sollen sie ihre Chance bekommen – als Lückenbüßer für einen ausgefallenen Gig. Die vier Jungs kommen bei den Gästen an, und Kneipenwirt Joschko, ein ausgemachtes Schlitzohr, wittert seine Chance auf das große Geld. Erst muss er aber die neue Combo finanziell auf die Beine stellen, um mit ihnen eine Platte aufzunehmen. Die Scheibe wird jedoch ein totaler Ladenhüter, und die sich anbahnende Musikerkarriere bleibt gleich zu Beginn im Ansatz stecken. Doch die „Spiders“ lassen sich nicht unterkriegen und mieten kurzerhand den Circus Krone an, wo bereits einst, im Juni 1966, die Beatles einen großen Erfolg erzielt hatten. Und tatsächlich wird dieser Auftritt ihr Durchbruch.

## Produktionsnotizen
Die Spider Murphy Gang wurde überwiegend in München gedreht und am 6. Oktober 1983 uraufgeführt.
Regisseur Georg Kostya hatte sich einen Namen als Moderator einer Rocksendung im Bayerischen Rundfunk gemacht. Die Filmbauten entwarf Norbert Scherer.
Der von Senta Bergers und Michael Verhoevens Münchner Produktionsfirma Sentana hergestellte Film lief außerhalb Bayerns nahezu überall in Deutschland sehr schlecht. Lediglich das auf dem Soundtrack enthaltene Lied Mir san a bayerische Band wurde zu einem Publikumsliebling.

## Kritiken
„‚Die Spider Murphy Gang‘, die Karriere-Story der valentinesken vier, profihaft dargestellt von ihnen selbst, geschrieben und gedreht von ihrem ‚Paten‘, dem Münchner TV- und Theatermann Georg Kostya. Das erstaunlich flink-flockige Debüt-Werk, satt mit Hinterhof-Milieu und Schwabing-Slapstick, zielt dabei ganz leger über den Comedy-Anlaß hinaus. Auch Kleinkunst, nicht nur große Oper, sollte gefördert werden, sagt der Pate im Film, ein schlitzohriger Kneipenwirt (Hans Brenner); der ist Rollstuhlfahrer wie Regisseur Kostya selbst, und ganz unsentimental wird er in die ‚Gang‘ und ihre Geschichten integriert – im richtigen Leben ficht Kostya auch für die Rechte der ‚Rollis‘.“

„Ein heiterer Rückblick auf den Aufstieg einer Münchener Rockgruppe, die im Gefolge der ‚Neuen Deutschen Welle‘ in den frühen 80er Jahren Erfolge feierte. Ohne große Ambitionen inszeniert, aber dank ironischer Zwischentöne recht unterhaltsam.“